# 한응필
한응필(1832년 12월 14일 ~ 1883년 12월 1일)은 조선 후기의 문신으로 은언군 이인의 외손자이며 철종과 각각 적고종사촌동생, 서외사촌형이 된다. 본관은 청주이다.
철종 즉위 후 음서로 관직에 올라 철종 때와 고종 연간 초반에 지방관으로 재직했다.

## 생애
감역을 지낸 한매신의 아들로 태어났으며 아들을 입양보낸 참봉과 현령을 지낸 한각신과, 은언군 이인과 상산군부인 송씨의 딸 현주 전주이씨의 양자로 입양되었다. 따라서 사도세자는 계보상 한응필의 외증조 할아버지가 된다. 한각신의 아들 한응국은 자신의 본가의 숙부 한계신의 양자로 입양되었다.
철종은 그의 서 외사촌형이었고, 그의 어머니 현주 이씨는 철종의 적 고모이다. 상계군 이담, 풍계군 이당은 친외삼촌이고 이성득 이철득 후일 전계대원군에 추존된 이쾌득(이광)은 그의 서 외삼촌이다. 고종의 양 증조부 은신군 이진은 그의 외종조부가 된다.
철종 즉위 후 음서로 관직에 올라 몇몇 관직을 거쳐 1855년(철종 6년) 현릉참봉이 되고 천릉 후 승서하였다.
이후 경상도 영천군수로 부임했다가 충청도 은진현감 금구현령 전라도 김제군수 충청도 공주군수 등을 거쳐1864년(고종 1) 정삼품으로 승진, 평안도 용강군수 연안부사를 거쳐 충주목사에 제수되었다가 부임하지 못했다. 이후 부평부사가 되었다가 충주목사가 되고 충청도 홍주목사를 거쳐 돈녕부도정이 되었다. 최종 관직은 서천군수에 이르렀다.

## 가족 관계
- 양아버지 : 한각신
- 양어머니 : 현주 전주이씨, 사도세자의 서자 은언군 이인의 딸
  - 의붓 형 : 한응국
- 친아버지 : 한매신
- 부인: 이름 미상
- 외조부 : 은언군 이인
- 외조모 : 상산군부인 송씨
  - 외삼촌 :상계군 이담
  - 외삼촌 : 이창순
  - 외삼촌 : 이창덕
  - 외삼촌 :풍계군 이당
  - 서 외삼촌 :이성득, 외할아버지 은언군의 서자
  - 서 외삼촌: 이철득
  - 서 외삼촌 :전계대원군 이광, 외할아버지 은언군의 서자

## 같이 보기
- 김일성
- 김정일
- 김정은
- 상산군부인 송씨
- 조선 철종